# Conistra iana
Conistra iana is een vlinder uit de familie uilen (Noctuidae). De wetenschappelijke naam is voor het eerst geldig gepubliceerd in 2006 door Zilli &Grassi.
De soort komt voor in Europa.